# Ula (Ula) bifilata
Ula (Ula) bifilata is een tweevleugelige uit de familie Pediciidae. De soort komt voor in het Oriëntaals gebied.